# ジョン・キング・フェアバンク
ジョン・キング・フェアバンク（John King Fairbank、1907年5月24日-1991年9月14日）は、アメリカの歴史学者・中国学者（中国近代史専攻）、ハーバード大学名誉教授。中国名は「費正清」。

## 略歴
1907年、サウスダコタ州生まれ。ウィスコンシン大学マディソン校、ハーバード大学で学び、ローズ奨学生としてオックスフォード大学ベリオール校に留学。滞在中、イギリス帝国史から中国研究に関心を移し、1932年に当時中華民国であった北京に渡り、清華大学で学んだ。1936年、オックスフォード大学に学位論文を提出して博士号を取得。その後は、1977年までハーバード大学で中国史を教えるとともに、エドウィン・O・ライシャワーとともに東アジア研究の教育課程の整備に尽力した。1968年、アメリカ歴史学会会長に選出された。

## 経歴

### 学歴と初期のキャリア
フェアバンクは1907年5月24日にサウスダコタ州ヒューロンに生まれた。彼はスーフォールズ高校、フィリップス・エクセター・アカデミー、ウィスコンシン大学マディソン校、ハーバード・カレッジ、オックスフォード大学ベリオール・カレッジなどで教育を受けた。1929年にハーバードをスンマ・クム・ラウデの成績で卒業し、イギリス帝国史を研究するためにローズ奨学生としてオックスフォードに留学した。オックスフォードでフェアバンクは清朝の文書が公開されることを知り、中国の海関制度の優れた専門家で、のちにフェアバンクの指導教授となるH・B・モースに教えを請うた。大志をいだく若き研究者はこうして1932年に博士論文の調査のため北京に渡ることになった。北京では卓越した歴史家である蔣廷黻の指導のもと清華大学で研究に取りくんだ。フェアバンクはこの蔣廷黻から新規に利用できる外交文書の調査や、中国学界の視点を学ぶことができた。なお、この時期、フェアバンクはウィルマ・キャノンと中国で結婚している。彼女もまたこの地で中国美術に関する自身の研究を進めている。1936年、オックスフォード大学は彼には博士号を授与した。彼の博士論文は修正され、1953年に『中国沿海部における貿易と外交――条約港の開放、1842年-1854年』として出版された。
フェアバンクは1936年にハーバードに戻り、中国史を教える職を得た。彼はハーバードにおけるこの分野で初めての専任教員であった。彼とエドウィン・O・ライシャワーは共同して中国と日本、のちには朝鮮と東南アジアも網羅した通年の入門授業を行った。このコースは「田んぼ (Rice Paddies)」講座と知られるもので、のちに影響力をもつようになった『東アジア――偉大なる変容』(1960年)と『東アジア――近代的な変容』(1965年)の二著として結晶した。

### 戦争への参加と「中国の喪失」論争
1941年に太平洋戦争がはじまると、フェアバンクは軍務につくことになり、戦略情報局(OSS)や戦時情報局 (OWI)などの仕事で中国国民党政府の臨時首都があった重慶にも派遣されている。この地でフェアバンクは他の外国人たちが感じたように、蔣介石政権の腐敗ぶりをみて、国民党に対する印象をかなり悪くした。
戦後ハーバード大学にもどってくると、フェアバンクはアジア研究の修士課程を開設した。当時のハーバードはアメリカでアジア研究プログラムを有する主要な大学のひとつだった。ハーバードの地域研究は個々の学問領域にとらわれることなく、ジャーナリストや政府職員など学界以外で活動するひとたちのための訓練もほどこしていた。こうした幅広いアプローチは、フェアバンクの戦中の中国体験ともあいまって、『アメリカと中国』として結実した。本書は1958年と70年にも版を重ね、学生だけでなく、一般のひとたちにもこの分野の学問成果を提供してきた。1960年代には台北の中華語文研修所で在外研究し、中国語を学んでいる 。『アメリカと中国』は、1972年のニクソン訪中以前から、米中双方のリーダーたちに読まれていた。
フェアバンクはいわゆる「中国派 (China Hands)」で、毛沢東と中国共産党の勝利を予想し、アメリカと新政府との国交樹立を主張してきた。フェアバンクの考えではこれこそがアメリカの国益にかなうものであったが、多くのアメリカ人たちは共産主義とソ連の影響を広め、同盟者を売り渡した犯人として中国派（チャイナ・ハンズ）を非難した。1949年には共産主義に対して「弱腰」だとフェアバンクは攻撃され、日本訪問のビザが下りないことさえあった。皮肉なことに、1949年以後にアメリカから中国へ戻ったフェアバンクの友人や同僚たちは、彼とは逆にのちのち「親米的」だといって非難されることになった。中国共産党がより厳格な共産主義に走ったとき、費孝通や陳翰笙はそうした攻撃の対象となった。

### 中国研究の発展
フェアバンクは1977年に退職するまでハーバードで教えた。彼は学界と一般向けの両方で中国に関する無数の著作を発表している。これらの多くは学界を超えて、広い範囲のひとたちに読まれた。彼はまた1953年には博士論文を拡大して、『中国沿海部における貿易と外交――条約港の開放、1842年-1854年』を刊行している。
ハーバードはアメリカにおける東アジア地域研究の頂点に君臨するようになった。こうした達成はフェアバンクの活動のなせるわざわざであった。例えば彼は東アジア研究センターを開設し、その所長を1955年から73年まで務めた。フェアバンクの退職後、このセンターは彼を記念して「フェアバンク中国研究センター」に改称された  。
フェアバンクは多くの大学院生たちを支援する研究資金を獲得し、ハーバードで数多くの有力な中国史家を育て、彼らをアメリカ内外の大学に送りこんだ。彼は在外研究をするために世界中からハーバードにやってきた研究者たちを歓迎し、研究資金の斡旋もした。たくさんの学者を集めた学術会議を開催し、その成果を編集して、世に問うた。彼は権威ある「ハーバード東アジア叢書」を実現させ、学生たちが終身雇用資格を得るために必要な博士論文出版の機会を用意した。彼は甘くはないが、同時に支援を惜しまない編集者であった.。フェアバンクは同僚のライシャワー、アルバート・クレイグとともに『東アジア文明の歴史』という圧倒的な影響力をもった教科書も執筆している。彼はジャーナリストや政府高官などを訓練し、また対中政策に関して政府とともに働くことで、ワシントン・D・Cの有力者たちと強い縁故を築いていた。

#### ケンブリッジ中国史
1966年にはフェアバンクはケンブリッジ大学のデニス・トゥウィチェットとともに『ケンブリッジ中国史』叢書の計画に着手した。もともとこのシリーズは全6巻で中国史の全体を網羅する予定であったが、今では全15巻の予定にまで成長している(未完結)。2人は中国史を二つに分け、近代中国(1800年以降)をフェアバンクが編集し、秦代から清代までの時代についてはトゥウィチェットが責任をもった。フェアバンクは第10巻から15巻までのいくつかの章を編集、執筆した。そのうちの最後の文章は他界した年に用意されたものである。

### マイク争奪事件
1969年12月、ハワード・ジンら急進的な歴史家部会のメンバーたちは、ベトナム戦争反対の決議を採択するためにアメリカ歴史学会を説得しようとしたが、その試みはうまくいかなかった。1968年度の会長であるフェアバンクとジンらは議事進行をめぐって衝突した。「どっと雪崩がおきたのはまさにフェアバンクがジンの両手から文字通りマイクをもぎとった、その時であった」 。1970年に学会から出版されたフェアバンクとジンその他との往復書簡には、フェアバンクが「つかのま我々を有名にしたマイクをめぐる闘争」と呼ぶ当時の様子が語られている。

### 晩年
フェアバンクは1991年夏に最後の著作となる『中国の歴史――古代から現代まで』の原稿を完成させた。同年9月14日、彼はハーバード大学出版局に原稿を送り、家に帰ったところで心臓発作に襲われた。

## 評価
歴史学者の岡田英弘は、遺作となった『中国の歴史―古代から現代まで』について、「最近の欧米の中国研究の成果をいちいち著者の名前を明記して幅広く取り入れていることは長所であり、現代アメリカ人が見た中国像を見るのは非常に便利だが、反面雑駁で、中国人の中華思想を素直に取り入れすぎているので漢民族と騎馬民族の対立ばかりを描き、元の交鈔の成功にすら筆が及ばない。清が満洲民族の支配した国家であることもぼかして中華帝国としている。」としている。

## 著作
- The United States and China, Harvard University Press, 1948. 
  - 『アメリカと中国』、市古宙三訳、東京大学出版会, 1972年、UP選書
- Trade and diplomacy on the China Coast: the opening of the treaty ports, 1842-1854, Harvard University Press, 1953.
- China: the people's middle kingdom and the U.S.A, Belknap Press of Harvard University Press, 1967. 
  - 『社会と歴史』、市古宙三訳、東京大学出版会、1972年、UP選書
- 『人民中国論』、衞藤瀋吉訳、読売新聞社、1970年、読売選書。日本版オリジナル
- China perceived: images and policies in Chinese-American relations, Knopf, 1974.
- Chinabound: a fifty-year memoir, Harper & Row, 1982. 
  - 『中国回想録』、蒲地典子・平野健一郎訳、みすず書房、1994年
- The great Chinese revolution, 1800-1985, Harper & Row, 1986.
- China watch, Harvard University Press, 1987.
- China: a new history, Belknap Press of Harvard University Press, 1992.
  - 『中国の歴史―古代から現代まで』、大谷敏夫・太田秀夫訳、ミネルヴァ書房、1996年

### 共著・編著
- Next step in Asia, John K. Fairbank, et al., Harvard University Press, 1949.
  - 『アジアにおける次の政策』、日本太平洋問題調査会訳、東洋経済新報社、1950年
- Modern China: a bibliographical guide to Chinese works, 1898-1937, John King Fairbank and Kwang-Ching Liu. Harvard University Press, 1950.
- A documentary history of Chinese communism, Conrad Brandt, Benjamin Schwartz and John K. Fairbank, G. Allen & Unwin, 1952.
- China's response to the West: a documentary survey, 1839-1923, Ssu-yü Teng, John K. Fairbank, Harvard University Press, 1954.
- Chinese thought and institutions, edited by John K. Fairbank, University of Chicago Press, 1957.
- Chʿing documents: an introductory syllabus, compiled by John K. Fairbank, Harvard University Press, 1959.
- Chʿing administration: three studies, John K. Fairbank and Ssü-Yu Têng, Harvard University Press, 1960.
- East Asia: the modern transformation, John K. Fairbank, Edwin O. Reischauer, Albert M. Craig, Allen & Unwin, 1960.
- The Chinese world order: traditional China's foreign relations, edited by John King Fairbank, Harvard University Press, 1968.
- Japanese studies of modern China: a bibliographical guide to historical and social-science research on the 19th and 20th centuries（英語版）, John King Fairbank, Masataka Banno (坂野正高), Sumiko Yamamoto, Harvard University Press, 1971.
- East Asia, tradition & transformation, John K. Fairbank, Edwin O. Reischauer, Albert M. Craig, Houghton Mifflin, 1973.
- Chinese ways in warfare, edited by Frank A. Kierman, Jr. and John K. Fairbank, Harvard University Press, 1974.
- The missionary enterprise in China and America, edited and with an introduction by John K. Fairbank, Harvard University Press, 1974.
- The I.G. in Peking: letters of Robert Hart, Chinese Maritime Customs, 1868-1907, edited by John King Fairbank, Katherine Frost Bruner, Elizabeth MacLeod Matheson, Belknap Press of Harvard University Press, 1975.
- The Cambridge history of China, edited by Denis Twitchett and John K. Fairbank, Cambridge University Press, 1978.
- Christianity in China: early Protestant missionary writings, edited by Suzanne Wilson Barnett and John King Fairbank, Harvard University Press, 1985.
- America's China trade in historical perspective: the Chinese and American performance, edited by Ernest R. May and John K. Fairbank, Harvard University Press, 1986.
- Entering China's service: Robert Hart's journals, 1854-1863, edited and with narratives by Katherine F. Bruner, John K. Fairbank, Richard J. Smith, Harvard University Press, 1986.
- Robert Hart and China's early modernization: his journals, 1863-1866, edited and with narratives by Richard J. Smith, John K. Fairbank, Katherine F. Bruner. Harvard University Press, 1991.
- H.B. Morse, Customs Commissioner and historian of China, John King Fairbank, Martha Henderson Coolidge, Richard J. Smith< University Press of Kentucky, 1995.